# Alonso Deza
Alonso Deza o Alfonso de Deza (Alcalá de Henares, 12 de febrero de 1530-Toledo, 29 de enero de 1589) teólogo, jesuita y escritor.

## Biografía
Alonso Deza estudió en su ciudad natal. En 1549 se graduó como bachiller en artes, para licenciarse en artes en 1550. Alcanzó el grado de maestro dieciocho días después por la Universidad de Alcalá. En esta universidad fue profesor durante más de veinte años, como catedrático de teología. En 1558 ingresó en la Compañía de Jesús. Dejó la docencia al ser nombrado Prepósito de la Casa Profesa de la ciudad de Toledo, en la que falleció en 1589.
En su época fue considerado un autor polémico, llegando a generar más de una controversia.
Entre sus discípulos se encuentra a Francisco Suárez, Gabriel Vázquez y el doctor Montesinos.

## Obra
Traductor de varias obras de san Francisco de Borja.
- Propositiones Theologicae quas praeside R.P.M... Soc. Jesu defendit. F. Alphonsus de Montoya, ejusdem Soc. in Coll. Complutensi anno 1564.
- Beati Francisci Borgiae. Opuscula pia latina interpretatus est. Salamanca: Matias García, 1579.
- Parecer del P.M. Alonso Deza, de la Compañía de Jesús, a ciertas dudas y conclusiones que puso un religioso de la Orden de Santo Domingo contra la Compañía.
- Petición al Card. Inquisidor Quiroga, a cerca de la llamada y detención del P. Antonio Marcén por los inquisidores de Valladolid. s.a.
- De la oración mental. Lima: hacia 1590.[5]